# Liste der Kulturdenkmale in Ditfurt
In der Liste der Kulturdenkmale in Ditfurt sind alle Kulturdenkmale der Gemeinde Ditfurt (Landkreis Harz) aufgelistet. Grundlage ist das Denkmalverzeichnis des Landes Sachsen-Anhalt, das auf Basis des Denkmalschutzgesetzes des Landes Sachsen-Anhalt vom 21. Oktober 1991 durch das Landesamt für Denkmalpflege und Archäologie Sachsen-Anhalt erstellt und seither laufend ergänzt wurde (Stand: 31. Dezember 2022).

## Kulturdenkmale in Ditfurt
| Lage | Bezeichnung             | Beschreibung | Erfassungs- nummer | Ausweisungsart               | Bild           |
| --- | ----------------------- | --- | ------------------ | ---------------------------- | -------------- |
| ca. 200 m östlich der Ortslage über die Wilde Bode führend (Karte) | Brücke                  | Dreifeldrige Segmentbogenbrücke. | 094 45029          | Baudenkmal                   | Weitere Bilder |
| Alter Stadtweg (Karte) | Friedhof Ditfurt        | Friedhof | 094 45014          | Baudenkmal                   | Weitere Bilder |
| Alter Stadtweg 7, auf dem Friedhof westlich der Ortslage auf dem Langenberg (Karte) | Kapelle                 | Kapelle | 094 45014 001      | Teilobjekt eines Baudenkmals | Weitere Bilder |
| Bahnstraße zwischen Stadtweg und Alter Stadtweg (Karte) | Park                    | Park mit Kriegerdenkmal. | 094 50441          | Baudenkmal                   | Weitere Bilder |
| Bahnstraße 5 im Zentrum des Ortskerns westlich des Kirchhofes (Karte) | Rathaus                 | Spielhaus. Zweigeschossiges Fachwerkhaus mit kräftiger Bruchsteinmauer an der Westseite und Anbau an der Ostseite. | 094 45395          | Baudenkmal                   | Weitere Bilder |
| Bahnstraße 6 (Karte) | Bauernhaus              | Fachwerkhof | 094 50417          | Baudenkmal                   | Bauernhaus     |
| Bahnstraße 7 (Karte) | Taubenturm              | | 094 45015          | Baudenkmal                   | Taubenturm     |
| Bahnstraße 9 (Karte) | Bauernhof               | | 094 21131          | Baudenkmal                   | Bauernhof      |
| Bahnstraße 10 (Karte) | Bauernhaus              | | 094 21161          | Baudenkmal                   | Bauernhaus     |
| Bahnstraße 11 (Karte) | Wohnhaus                | | 094 45016          | Baudenkmal                   | Weitere Bilder |
| Bahnstraße 19 (Karte) | Wohnhaus                | | 094 45017          | Baudenkmal                   | Weitere Bilder |
| Bahnstraße 22 (Karte) | Bauernhof               | | 094 45018          | Baudenkmal                   | Bauernhof      |
| Bahnstraße 35, 36, Flurstücke: 322, 323 westlich vor dem Dorf a.d. Bahnstrecke Halberstadt-Thale (Karte) | Bahnhof                 | | 094 50414          | Baudenkmal                   | Weitere Bilder |
| Bahnstraße Flurstück 75/6 westlich vor dem Dorf nahe dem Bahnhof a.d. Strecke Halberstadt-Thale (Karte) | Silo                    | | 094 50418          | Baudenkmal                   | Weitere Bilder |
| Bahnstraße, Breite Straße, Drallenhorenstraße, Goethestraße, Gottesackerstraße, Große Neue Straße, Hauptstraße, Hohlweg, Kantorberg, Kanzlei, Kirchhof, Klausstraße, Kleine Neue Straße, Krugstraße, Lange Straße, Langenberg, Mühlengraben, Neuer Stadtweg, Pfarrstraße, Pölkentor, Rathausstraße, Ringstraße, Salzrinnenstraße, Schenkenplatz, Schmale Straße, Schulstraße, Schützenstraße, Spiekerstraße, Thiestraße Worth (Karte) | Ortskern                | | 094 50413          | Denkmalbereich               | Ortskern       |
| Breite Straße 19 (Karte) | Bauernhof               | | 094 45019          | Baudenkmal                   | Weitere Bilder |
| Drallenhorenstraße 12 (Karte) | Bauernhaus              | | 094 50419          | Baudenkmal                   | Weitere Bilder |
| Gottesackerstraße 21 (Karte) | Bauernhof               | | 094 50420          | Baudenkmal                   | Bauernhof      |
| Gottesackerstraße 29 (Karte) | Gutshof                 | | 094 50421          | Baudenkmal                   | Gutshof        |
| Gottesackerstraße 33 (Karte) | Bauernhaus              | | 094 50422          | Baudenkmal                   | Bauernhaus     |
| Gottesackerstraße 35 (Karte) | Wohnhaus                | | 094 50423          | Baudenkmal                   | Wohnhaus       |
| Große Neue Straße 17 (Karte) | Bauernhaus              | | 094 50415          | Baudenkmal                   | Weitere Bilder |
| Hauptstraße 1 (Karte) | Wohn- und Geschäftshaus | akt. Adresse: Hauptstr. 2 | 094 45020          | Baudenkmal                   | Weitere Bilder |
| Hauptstraße 9 (Karte) | Gutshof                 | | 094 45430          | Baudenkmal                   | Weitere Bilder |
| Hauptstraße 14 (Karte) | Wohnhaus                | | 094 45021          | Baudenkmal                   | Weitere Bilder |
| Hauptstraße 19 (Karte) | Vorwerk                 | Vorwerk, Amtshof, Heimatmuseum, der gesamte denkmalgeschützte Bereich erstreckt sich bis zur Drallhorenstraße | 094 45022          | Baudenkmal                   | Vorwerk        |
| Hauptstraße 20 (Karte) | Wohnhaus                | | 094 45023          | Baudenkmal                   | Weitere Bilder |
| Hauptstraße 21 (Karte) | Wohnhaus                | | 094 45024          | Baudenkmal                   | Weitere Bilder |
| Kanzlei 2 (Karte) | Bauernhaus              | | 094 45025          | Baudenkmal                   | Weitere Bilder |
| Kirchhof 1 (Karte) | Bauernhof               | | 094 45026          | Baudenkmal                   | Weitere Bilder |
| Kirchhof 2 (Karte) | Kantorat                | | 094 45027          | Baudenkmal                   | Weitere Bilder |
| Kirchhof 18 (Karte) | Kirche                  | St. Bonifatius, im Übergangsstil des 13. Jahrhunderts gebaut, Werksteinneubau von 1901 bis 1903. Erhalten ist der frühgotische Turm der Vorgängerkirche des 12. Jahrhunderts mit Schallarkaden. Dreischiffige Halle mit Chorpolygon als Ostabschluss. Innengestaltung neuromanisch, farbige Bleiverglasung. Der Kirchhof mit historischem Baumbestand mit Sockelmauer und Speerzaun. | 094 45394          | Baudenkmal                   | Weitere Bilder |
| Kleine Neue Straße 1 (Karte) | Bauernhof               | | 094 50424          | Baudenkmal                   | Weitere Bilder |
| Kleine Neue Straße 6a (Karte) | Bauernhof               | | 094 50425          | Baudenkmal                   | Weitere Bilder |
| Krugstraße 7 (Karte) | Gutshof                 | Spiekerhof | 094 45028          | Baudenkmal                   | Gutshof        |
| Krugstraße 17 (Karte) | Bauernhof               | | 094 50426          | Baudenkmal                   | Weitere Bilder |
| Lange Straße 22 (Karte) | Bauernhaus              | | 094 50431          | Baudenkmal                   | Weitere Bilder |
| Langenberg (Karte) | Brücke                  | Brücke über den Mühlengraben. | 094 21144          | Baudenkmal                   | Weitere Bilder |
| Langenberg 4 (Karte) | Wohnhaus                | | 094 50427          | Baudenkmal                   | Weitere Bilder |
| Langenberg 10 (Karte) | Bauernhof               | | 094 50428          | Baudenkmal                   | Weitere Bilder |
| Langenberg 18 (Karte) | Wohnhaus                | | 094 50429          | Baudenkmal                   | Weitere Bilder |
| Langenberg 19 (Karte) | Wohnhaus                | Wohnhaus bereits abgerissen, ein kleiner Teil der vorderen Scheune steht noch | 094 50430          | Baudenkmal                   | Weitere Bilder |
| Mühlengraben 1 (Karte) | Mühlenhof               | | 094 45030          | Baudenkmal                   | Weitere Bilder |
| Mühlengraben 1 (Karte) | Wohnhaus                | | 094 45031          | Baudenkmal                   | Weitere Bilder |
| Mühlengraben 5 (Karte) | Wohnhaus                | | 094 50416          | Baudenkmal                   | Weitere Bilder |
| Pfarrstraße 2 (Karte) | Wohnhaus                | | 094 45033          | Baudenkmal                   | Weitere Bilder |
| Pfarrstraße 9 (Karte) | Pfarrhaus               | | 094 45034          | Baudenkmal                   | Weitere Bilder |
| Pfarrstraße 11 (Karte) | Rektorat                | | 094 45035          | Baudenkmal                   | Weitere Bilder |
| Pfarrstraße 12 (Karte) | Pfarrhaus               | | 094 45036          | Baudenkmal                   | Weitere Bilder |
| Pfarrstraße 13 (Karte) | Schule                  | | 094 50432          | Baudenkmal                   | Weitere Bilder |
| Pölkentor (Karte) | Stadtbefestigung        | | 094 50433          | Baudenkmal                   | Weitere Bilder |
| Quedlinburger Straße am Bodemühlgraben (Karte) | Ziegelei                | Gutsziegelei Severin | 094 50646          | Baudenkmal                   | Weitere Bilder |
| Ringstraße 8 (Karte) | Bauernhaus              | | 094 50434          | Baudenkmal                   | Weitere Bilder |
| Ringstraße 12 (Karte) | Bauernhof               | | 094 50435          | Baudenkmal                   | Weitere Bilder |
| Ringstraße 13 (Karte) | Bauernhof               | | 094 50436          | Baudenkmal                   | Weitere Bilder |
| Salzrinnenstraße (Karte) | Brücke                  | Schafbrücke über den Mühlengraben. | 094 21143          | Baudenkmal                   | Weitere Bilder |
| Schenkenplatz 2 (Karte) | Gasthof                 | Gasthof Zur grünen Tanne | 094 45038          | Baudenkmal                   | Weitere Bilder |
| Schulstraße 24 (Karte) | Schule                  | akt. Adresse: Pfarrstraße 24 | 094 50438          | Baudenkmal                   | Schule         |
| Schützenstraße 5 (Karte) | Bauernhof               | | 094 45039          | Baudenkmal                   | Weitere Bilder |
| Schützenstraße 11 (Karte) | Zollhaus                | Zum Toll, Deutsches Haus | 094 45040          | Baudenkmal                   | Weitere Bilder |
| Schützenstraße 17 (Karte) | Bauernhof               | | 094 50645          | Baudenkmal                   | Weitere Bilder |
| Schützenstraße 33 (Karte) | Vereinshaus             | Schützenhaus | 094 50644          | Baudenkmal                   | Vereinshaus    |
| Stadtweg 8 (Karte) | Bauernhof               | | 094 45032          | Baudenkmal                   | Weitere Bilder |
| Wegelebener Weg (Karte) | Scheune                 | Gutsscheune | 094 50439          | Baudenkmal                   | Weitere Bilder |
| Weststraße (Karte) | Wasserwerk              | | 094 50440          | Baudenkmal                   | Weitere Bilder |

## Ehemalige Kulturdenkmale in Ditfurt
| Lage                              | Bezeichnung | Beschreibung              | Erfassungs- nummer | Ausweisungsart | Bild     |
| --------------------------------- | ----------- | ------------------------- | ------------------ | -------------- | -------- |
| Schmale Straße 5 Ortskern (Karte) | Wohnhaus    | abgerissen und neu bebaut | 094 50437          | Baudenkmal     | Wohnhaus |

## Legende
In den Spalten befinden sich folgende Informationen:
- Lage: Nennt den Straßennamen und wenn vorhanden die Hausnummer des Kulturdenkmals. Die Grundsortierung der Liste erfolgt nach dieser Adresse. Der Link „Karte“ führt zu verschiedenen Kartendarstellungen und nennt die geographischen Koordinaten.
Link zu einem Kartenansichtstool, um Koordinaten zu setzen. In der Kartenansicht sind Baudenkmale ohne Koordinaten mit einem roten bzw. orangen Marker dargestellt und können in der Karte gesetzt werden. Baudenkmale ohne Bild sind mit einem blauen bzw. roten Marker gekennzeichnet, Baudenkmale mit Bild mit einem grünen bzw. orangen Marker.
- Offizielle Bezeichnung: Nennt den Namen, die Bezeichnung oder zumindest die Art des Kulturdenkmals und verlinkt, soweit vorhanden, auf den Artikel zum Objekt.
- Beschreibung: Nennt bauliche und geschichtliche Einzelheiten des Kulturdenkmals, vorzugsweise die Denkmaleigenschaften.
- Erfassungsnummer: Für jedes Kulturdenkmal wird in Sachsen-Anhalt eine 20stellige Erfassungsnummer vergeben. Die letzten zwölf Ziffern werden für die Untergliederung nach Teilobjekten genutzt und werden nur angegeben, soweit vergeben. In dieser Spalte kann sich folgendes Icon  befinden, dies führt zu Angaben zu diesem Baudenkmal bei Wikidata.
- Ausweisungsart: Die Einordnung des Denkmales nach § 2 Abs. 2 DenkmSchG LSA
- Bild: Ein Bild des Denkmales, und gegebenenfalls einen Link zu weiteren Fotos des Kulturdenkmals im Medienarchiv Wikimedia Commons. Wenn man auf das Kamerasymbol klickt, können Fotos zu Kulturdenkmalen aus dieser Liste hochgeladen werden: